# Cerambergduif
De cerambergduif (Gymnophaps stalkeri) is een vogel uit de familie Columbidae. De vogel werd in 1909 door Wilfred Stalker verzameld op Seram (toen Nederlands-Indië), voorafgaand aan de expeditie van de British Ornithologist's Union naar Nederlands Nieuw-Guinea. William Robert Ogilvie-Grant maakte een geldige beschrijving en vernoemde de soort naar de Australische ornitholoog Wilfred Stalker, die tijdens deze expeditie in 1910 verdronk.

## Kenmerken
De vogel is 33 tot 38,5 cm lang en lijkt sterk op de burubergduif (G. mada). De vogel heeft een donkerder gekleurde, roodbruine tot roze borst. De keel, kruin en nek zijn juist weer lichter gekleurd.

## Verspreiding en leefgebied
Deze soort is endemisch op het eiland Seram, dat midden in de Molukken ligt. De leefgebieden liggen in natuurlijk tropisch bos in heuvelland tussen de 400 en 2300 meter boven zeeniveau, meestal boven de 1200 meter.

## Status
De grootte van de wereldpopulatie is niet gekwantificeerd. De soort is niet zeldzaam, zeker niet in de hoger gelegen bosgebieden. Om deze redenen staat de vogel als niet bedreigd op de Rode Lijst van de IUCN.